# فندق سيزار
فندق سيزار (بالنرويجية: Hotel Cæsar‏) هو مسلسل دراما تم إنتاجه في النرويج. بدأ عرضه في سنة 1998. بلغ عدد حلقاته 2922 حلقة، وتبلغ مدة الحلقة الواحدة 22 دقيقة. تم بث المسلسل لأول مرة بتاريخ 24 أكتوبر 1998. من بطولة نيكيس ثيوفيلاكيس، نيلز فوغت، آن إليزابيث كوكين وآن ماري أوترسن. هو حاليا أطول مسلسل دراما مستمر في إسكندنافيا.

## روابط خارجية
- فندق سيزار على موقع IMDb (الإنجليزية)
- فندق سيزار على موقع كينوبويسك (الروسية)
- فندق سيزار على موقع قاعدة بيانات الفيلم (الإنجليزية)